# Antypody (botanika)
Antypody – komórki wegetatywne woreczka zalążkowego, ustawione w woreczku zalążkowym od strony osadki (w dolnym, chalazalnym biegunie woreczka); najczęściej trzy, ale może być ich więcej (np. u niektórych gatunków z rodziny wiechlinowatych lub astrowatych) lub mogą nie występować wcale (w rodzinie wiesiołkowatych). Zwykle żyją krótko i uczestniczą w odżywianiu woreczka zalążkowego. Czasem mogą być długotrwałe (np. u tojadu), mają wtedy prawdopodobnie funkcję wydzielniczą. 
Antypody powstają w pocesie makrosporogenezy, czyli kształtowania się gametofitu żeńskiego - woreczka zalążkowego.